# Cupedora evandaleana
Cupedora evandaleana és una espècie de gastròpode eupulmonat terrestre de la família Camaenidae.

## Descripció
Fa entre 10 i 12 mm de llargària total.

## Distribució geogràfica
És endèmic d'Austràlia: Austràlia Meridional.